# Jakob Bosshart
Jakob Bosshart (7. srpna 1862, Oberembrach – 18. února 1924, Davos) byl švýcarský spisovatel.

## Životopis
Bosshart byl synem sedláka. Vyrostl na statku mezi Tösstalem a Glattalem v curyšském kantonu. V letech 1882 až 1885 studoval v učitelském semináři v Küsnachtu a krátce působil jako učitel v Německu. Dále se vzdělával na univerzitách v Curychu, Heidelbergu a Paříži. Studoval germanistiku a romanistiku a v roce 1887 promoval na doktora filologie. Následovala pedagogická kariéra v Anglii a Švýcarsku. Ve Winterthuru se oženil s dcerou Ludwiga Forrera. Od roku 1899 16 let vedl a reformoval jako rektor gymnázia kantonu Curych. V roce 1915 musel kvůli pokročilé tuberkulóze odejít do sanatoria a o 9 let později zemřel.

## Dílo

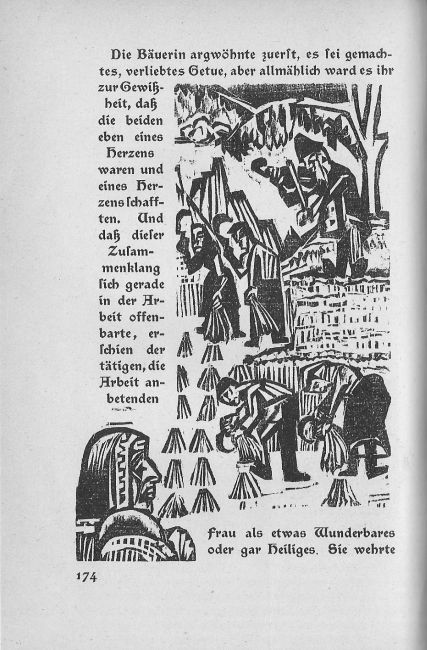
Ilustrace Kirchnera ke knize Neben der Heerstraße, 1923

Bosshartovi hrdinové pocházejí, jako on sám, z venkova. V celém svém díle se vyslovuje proti materialistickému duchu doby.
- Im Nebel, 1898
- Das Bergdorf, 1900
- Die Barettlitochter, 1902
- Durch Schmerzen empor, 1903
- Früh vollendet, 1910
- Erdschollen, 1913
- Träume der Wüste, 1918
- Irrlichter, 1918
- Opfer, 1920
- Ein Rufer in der Wüsten, Roman, 1921
- Neben der Heerstraße, 1923
- Gedichte, 1924
- Die Entscheidung und andere nachgelassene Erzählungen, 1925
- Auf der Römerstraße, 1926

### Knihy pro děti a mládež
- Die Schwarzmattleute, od 12 let, Schweizerisches Jugendschriftenwerk (SJW) sešit 96
- Schaniggel, od 12 let, SJW-sešit 414

## Ocenění
- 1922 Grosser Schillerpreis a cena Gottfrieda Kellera